# Musiikî, Ivankiv
Musiikî (în ucraineană Мусійки) este localitatea de reședință a comunei Musiikî din raionul Ivankiv, regiunea Kiev, Ucraina.

## Demografie
Componența lingvistică a localității Musiikî
     Ucraineană (96,27%)
     Rusă (3,17%)
     Alte limbi (0,56%)
Conform recensământului din 2001, majoritatea populației localității Musiikî era vorbitoare de ucraineană (96,27%), existând în minoritate și vorbitori de rusă (3,17%).